# Okręg wyborczy Cowan
Okręg wyborczy Cowan (ang. Division of Cowan) – jednomandatowy okręg wyborczy do Izby Reprezentantów Australii, położony w północnej części Perth. Powstał w 1984, jego patronką jest Edith Cowan, pierwsza w historii kobieta wybrana do Parlamentu Australii. 

## Lista posłów
| okres urzędowania | poseł            | przynależność              |
| ----------------- | ---------------- | -------------------------- |
| 1984-1993         | Carolyn Jakobsen | Australijska Partia Pracy  |
| 1993-1998         | Richard Evans    | Liberalna Partia Australii |
| 1998-2007         | Graham Edwards   | Australijska Partia Pracy  |
| 2007-2016         | Luke Simpkins    | Liberalna Partia Australii |
| od 2016           | Anne Aly         |                            |

źródło: 

## Dawne granice

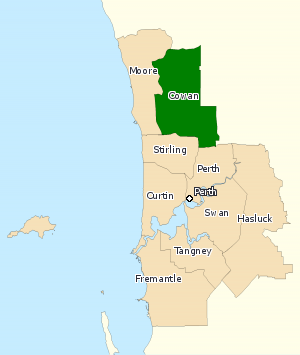
Okręg w granicach z 2010 roku